# Sylvestre (film)
Pour les articles homonymes, voir Sylvestre.
Pour plus de détails, voir Fiche technique et Distribution.
Sylvestre (Silvestre) est un film portugais réalisé par João César Monteiro, sorti en 1982.

## Fiche technique
- Titre : Sylvestre
- Réalisation : João César Monteiro
- Scénario : João César Monteiro et Maria Velho da Costa
- Photographie : Acácio de Almeida
- Pays d'origine : Portugal
- Format : Couleurs - 35 mm
- Genre : Drame
- Durée : 120 minutes
- Date de sortie : 1982

## Distribution
- Maria de Medeiros : Sílvia / Silvestre
- Teresa Madruga : Susana
- Luís Miguel Cintra : Pilgrim / Knight / D. Raimundo
- Jorge Silva Melo : Dom Paio
- João Guedes : D. Rodrigo
- Xosé Maria Straviz : Alferes (lieutenant)
- Ruy Furtado : Matias
- Raquel Maria : Marta
- Cucha Carvalheiro : Elsa
- Rogério Vieira : Le muletier
- Afonso Vasconcelos : Le bossu